# La Fille à l'envers
Pour plus de détails, voir Fiche technique et Distribution.
La Fille à l'envers est un film français réalisé par Serge Roullet et sorti en 1974.

## Fiche technique
- Titre : La Fille à l'envers
- Réalisation : Serge Roullet
- Scénario : Jacques Baraize, Jean Lebreton, Carole Roullet et Serge Roullet
- Photographie : Jean-Claude Rivière
- Son : Lucien Vincent
- Montage : Françoise Duez
- Musique : Olivier Bernard, Kudsi Ergüner et Chris Hallaris
- Sociétés de production : Espace et mouvement - Procinex
- Directeur de production : Claude Jaeger
- Pays :  France
- Durée : 83 minutes
- Date de sortie : France - 18 septembre 1974

## Distribution
- Pauline Godefroy
- Edward Margeac
- François Wimille
- Nadia Verine
- Théodore Katsoulis
- Claudine Beccarie
- Françoise Beccarie
- Geneviève Claudel
- Jacques Couderc